# Seniorat zachodni diecezji kanadyjskiej PNKK
Seniorat zachodni PNKK (West Seniorate) – seniorat (dekanat) diecezji kanadyjskiej Polskiego Narodowego Kościoła Katolickiego w USA i Kanadzie (PNKK) położony w Kanadzie. Seniorem (dziekanem) senioratu jest ks. Jerzy Urbański z Brandon.

## Parafie senioratu wschodniego
- parafia św. Józefa w Beausejour, proboszcz: ks. Tadeusz Czelen
- parafia św. Józefa w Brandon, proboszcz: ks. sen. Jerzy Urbański
- parafia św. Józefa w Libau, proboszcz: ks. Tadeusz Czelen
- parafia Najświętszej Maryi Panny w Winnipeg, proboszcz: ks. Tadeusz Czelen